# Ragnar Karlsson (musiker)
Erik Ragnar Karlsson, född 23 oktober 1904 i Helgarö församling, Södermanlands län, död 27 maj 1997 i Farsta församling, Stockholms län, var en svensk nyckelharpist och riksspelman. 

## Biografi
Karlsson arbetade som byggnadsarbetare och spelade på en kromatisk nyckelharpa som var tillverkad av Eric Sahlström.

## Diskografi
- 1981 – Spelmansmusik i Stockholm.[6]

## Utmärkelser
- 1977 – Zornmärket i silver.[7]
- 1983 – Zornmärket i guld med kommentaren "För mästerligt spel på fiol och nyckelharpa av låtar i tradition efter fadern August Karlsson, Rosersberg, Uppland".